# جان گالیانو
جان چارلز گالیانو (زادهٔ ۲۸ نوامبر ۱۹۶۰) طراح مد بریتانیایی است. او طراح ارشدِ شرکت‌های مدِ فرانسویِ ژیوانشی (ژوئیه ۱۹۹۵ تا اکتبر ۱۹۹۶)، کریستین دیور (اکتبر ۱۹۹۶ تا مارس ۲۰۱۱) و شرکت خودش با نام جان گالیانو (۱۹۸۸ تا ۲۰۱۱) بوده است. گالیانو در حال حاضر مدیر نوآوری شرکت مد فرانسوی مزون مارژلا است.
گالیانو تاکنون چهار بار جایزهٔ «بهترین طراح سال بریتانیا» را دریافت کرده است. در رأی‌گیری بی‌بی‌سی در سال ۲۰۰۴، گالیانو در جدول تاثیرگذارترین افراد در فرهنگ بریتانیا، به رتبهٔ پنجم دست یافت.

## خانواده
جان گالیانو در جبل‌الطارق متولد شد. پدر او ایتالیایی‌تبار و مادرش اسپانیایی بود. هنگامی که گالیانو شش ساله بود، والدینش در جستجوی کار به انگلیس مهاجرت کردند و در منطقهٔ استراتام در جنوب لندن ساکن شدند. پس از مدتی به دالیچ و پس از آن به بروکلی، لندن نقل مکان کردند. گالیانو دو خواهر دارد.

## آغاز کار
گالیانو پس از تحصیلات اولیه در شهر لندن، به کالج هنر سنت‌مارتین رفت و در سال ۱۹۸۴ با رتبهٔ ممتاز در رشتهٔ طراحی مد فارغ‌التحصیل شد. او اولین مجموعه‌اش را با الهام از انقلاب فرانسه طراحی کرد و نام آن را Les Incroyables گذاشت. این مجموعه مورد استقبال خوبی قرار گرفت و کل آن به‌صورت یکجا برای فروش در بوتیک مد براونز در لندن خریداری شد. پس از آن، گالیانو برند مد خودش را ثبت و تاسیس کرد.
پس از کسب این موفقیت، گالیانو در لندن یک استودیو اجاره کرد. در این مقطع، چند کارآفرین و سرمایه‌گذار مختلف از کار گالیانو حمایت می‌کردند. پس از اتمام قراردادهای سرمایه‌گذاری، گالیانو ورشکسته شد و برای پیداکردن پشتیبان مالی و مشتریان ثابت، به پاریس رفت. او موفق شد حمایت مالی یک طراح مد مراکشی به نام Faycal Amor را جلب کند و آمور از او دعوت کرد تا در پاریس مستقر شود. اولین فشن‌شوی گالیانو در سال ۱۹۸۹ و در چارچوب هفته مد پاریس نمایش داده شد.

## کار در پاریس
در سال ۱۹۹۳، قرارداد مالی گالیانو با Faycal Amor به پایان رسید. با کمک آنا وینتور (سردبیر وگ آمریکا) و آندره لیان‌تلی (خبرنگار ونتی فر در اروپا)، گالیانو با چند سرمایه‌گذار و پشتیبان مالی جدید آشنا شد و از طریق شراکت با همین افراد بود که توانست به ثبات مالی و جایگاه لازم برای کسب اعتبار در پاریس برسد. کلکسیونی که گالیانو در این مقطع طراحی کرد باعث شد به عنوان صاحب یک خانهٔ مد شناخته شود.

## طراحی در ژیوانشی و دیور

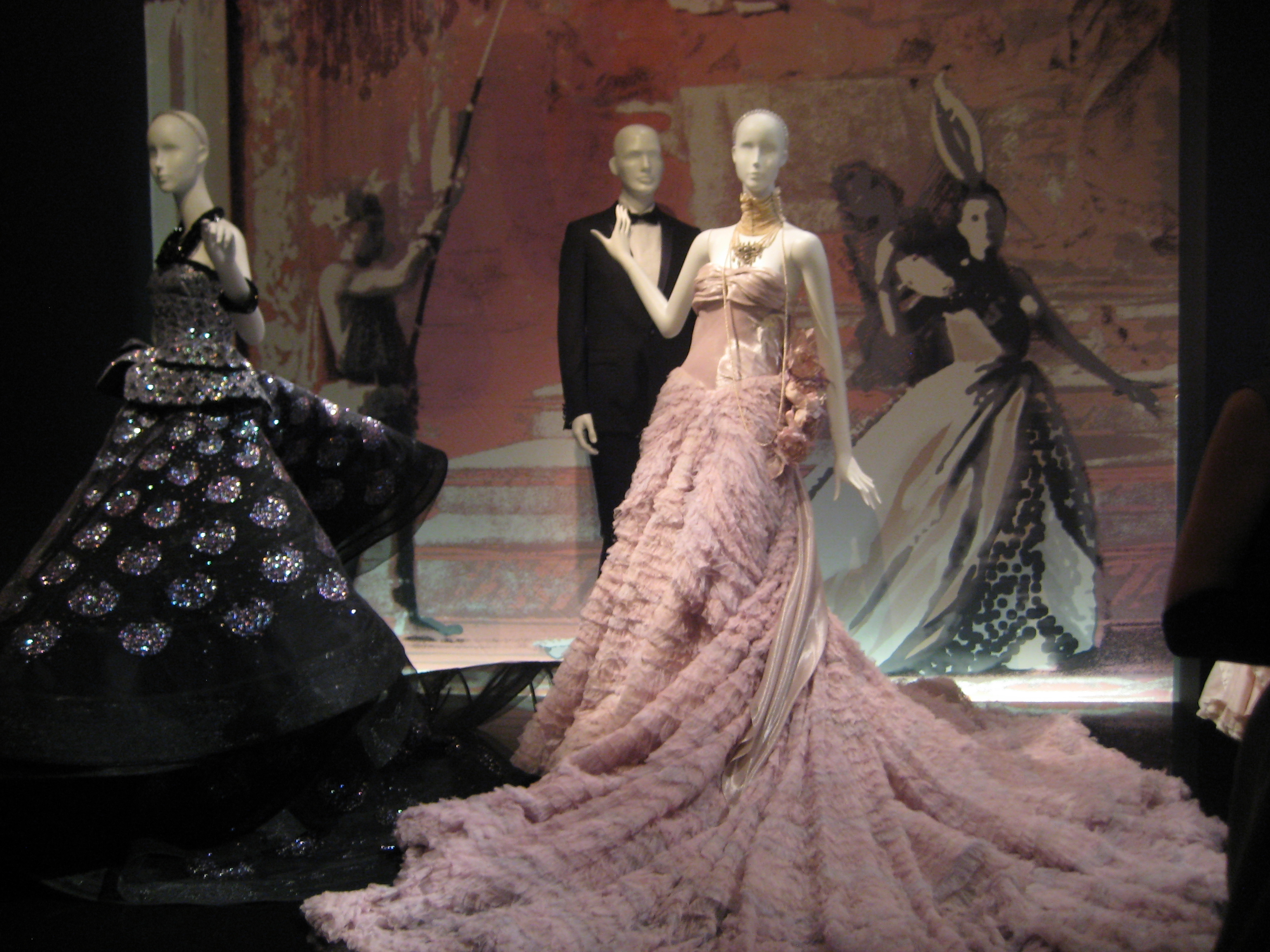
لباس شب طراحی‌شده توسط گالیانو برای دیور، ۲۰۱۱.

در ژوئیه ۱۹۹۵، گالیانو به عنوان طراح اصلی شرکت ژیوانشی منصوب شد. در ۲۱ ژانویه ۱۹۹۶، گالیانو اولین فشن‌شوی اوت کوتور خود را نمایش داد. این مجموعه مورد ستایش رسانه‌های مد قرار گرفت. برخی از طراحی‌های گالیانو برای ژیوانشی تحت لیسانس Vogue Patterns قرار داشتند.
گالیانو در سال ۱۹۹۶ به عنوان طراح اصلی دیور منصوب شد و الکساندر مک‌کوئین جای او را در ژیوانشی گرفت. مجموعه‌های اوت‌کوتور و پوشاک آماده‌ای که گالیانو در دوران حضورش در دیور طراحی کرد، همواره مورد ستایش گستردهٔ منتقدان و رسانه‌های مد قرار می‌گرفت. پیراهن سبزرنگ مشهوری که نیکول کیدمن در شصت و نهمین دوره جوایز اسکار به تن داشت، طراحی گالیانو بود.

## اظهارات یهودستیزانه و اخراج از دیور

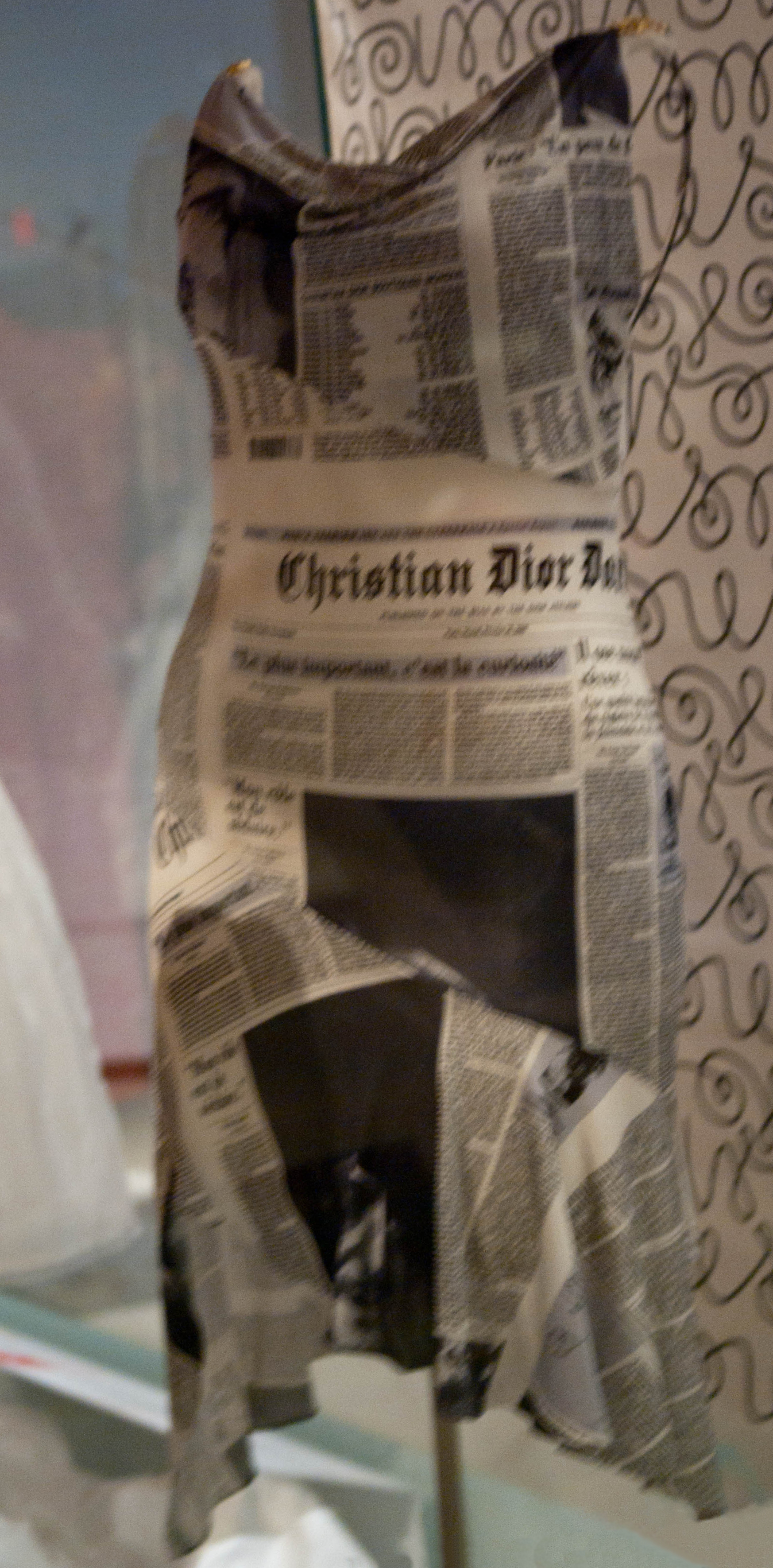
پیراهن مشهور با طرح روزنامه، طراحی گالیانو برای دیور.

در ۲۵ فوریه ۲۰۱۱، دیور اعلام کرد که به دلیل اظهارات یهودستیزانه گالیانو، همکاری با او را تعلیق می‌کند. ظاهراً گالیانو درست قبل از آغاز هفتهٔ مد پاییز/زمستان ۲۰۱۲-۲۰۱۱ پاریس، در یک کافه این اظهارات را به زبان آورده بود. رسانه‌ها واکنش‌های متفاوتی به این موضوع نشان دادند. ناتالی پورتمن که با دیور قرارداد داشت اعلام کرد که از اظهارات گالیانو عمیقاً شوکه شده و به نظر او «این تبعیض‌ها... نقطهٔ مقابل تمام زیبایی‌هاست». از سوی دیگر، اوا گرین که مدل دیور بود در مصاحبه‌ای گفت: «آدم‌ها گاهی اشتباه می‌کنند. فکر نمی‌کنم او [گالیانو] یهودستیز باشد. من یهودی‌ام. فکر نمی‌کنم او هیچ مشکلی با یهودی‌ها داشته باشد. گمان می‌کنم مسئله بیشتر این بود که کمی مست کرده بود».
گالیانو این اتهام را از طریق وکیلش رد کرد و علیه زوجی که او را به یهودستیزی متهم کرده بودند به اتهام افترا شکایت کرد. در ۱ مارس ۲۰۱۱، دیور اعلام کرد که روند اخراج گالیانو را آغاز کرده است.
با توجه به اینکه ابراز عقاید یهودستیزانه در فرانسه غیرقانونی است. در ۲ مارس ۲۰۱۱ اعلام شد که گالیانو به خاطر ابراز علنی این عقاید محاکمه خواهد شد. محاکمهٔ او در ۲۲ ژوئن ۲۰۱۱ آغاز شد و وکیل گالیانو ادعا کرد که اظهارات یهودستیزانهٔ گالیانو ناشی از استرس کاری و اعتیاد او بوده است. در ۸ سپتامبر ۲۰۱۱ گالیانو گناهکار شناخته شد و دادگاه او را به پرداخت شش‌هزار یورو جریمه محکوم کرد.

## بازگشت به کار و طراحی در مارژلا
در اوایل ۲۰۱۳، گالیانو دعوت اسکار دلا رنتا را پذیرفت و در طراحی مجموعهٔ پوشاک آماده این برند برای پاییز ۲۰۱۳ همکاری کرد که این مجموعه در هفته مد نیویورک نمایش داده شد. اتحادیه ضد افترا هم اعلام کرد که گالیانو اظهارات و اقدامات گذشتهٔ خود را جبران کرده و بخشیده شده است و برای او آرزوی موفقیت کرد. گالیانو حین نمایش این مجموعه روی صحنه حاضر نشد. شایعه شده بود که ممکن است گالیانو جانشین اسکار دلا رنتا شود و یا در مدرسهٔ طراحی پارسونز در نیویورک مشغول تدریس شود.
در ۶ اکتبر ۲۰۱۴، گروه اوتی‌بی اعلام کرد که گالیانو به مزون مارژلا پیوسته است و قرار است مدیریت نوآوری این برند را برعهده بگیرد. او اولین مجموعهٔ اوت‌کوتور خود در مارژلا را در ژانویه ۲۰۱۵ نمایش داد. گالیانو در سال ۲۰۱۸ در مصاحبه‌ای با ال (مجله) اعلام کرد که پس از جلسه‌ای که با پنه‌لوپه کروز و بنیاد مردمی رعایت اصول اخلاقی در برابر جانوران داشته، تصمیم گرفته که در طراحی‌هایش دیگر از خز استفاده نکند.
در ۲۶ سپتامبر ۲۰۱۸، گالیانو در فشن‌شوی مارژلا از اولین عطر تولیدی این خانهٔ مد به نام Mutiny (عصیان) رونمایی کرد.

## زندگی شخصی
گالیانو در مصاحبه‌ها نام کامل خود را خوان کارلوس آنتونیو گالیانو-گوئیلن عنوان می‌کند. او سال‌ها با مردی به نام جان فلِت (۱۹۹۱-۱۹۶۳) (طراح مد و همکلاسی گالیانو در کالج هنر سنت‌مارتین) رابطه داشت و او را نیمهٔ گمشدهٔ خود توصیف کرده است.
گالیانو همراه با پارتنرش، الکسیس روشه، در پاریس زندگی می‌کند. او گیاهخوار است.